# Danny Ayalon

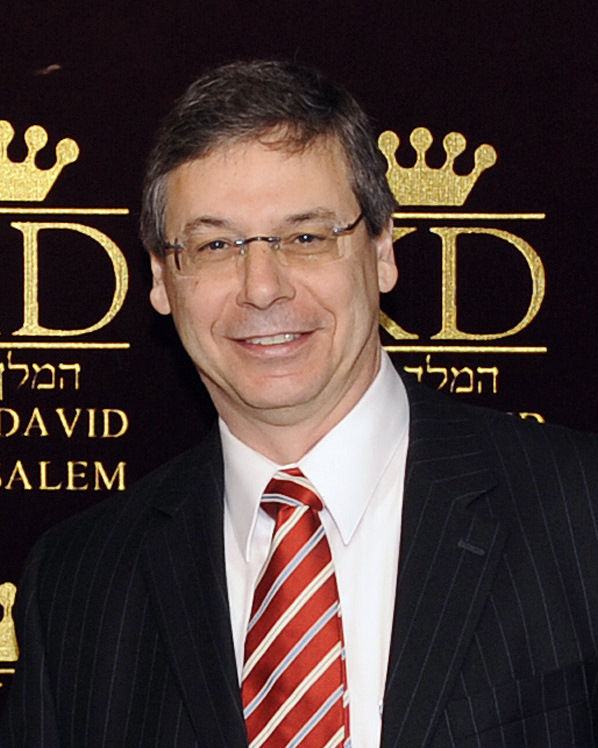
Danny Ayalon (2010)

Daniel „Danny“ Ayalon (hebräisch דניאל "דני" אילון; * 17. Dezember 1955 in Tel Aviv) ist ein israelischer Diplomat und Politiker. Er ist Mitglied der rechten Partei Jisra’el Beitenu.

## Leben
Nach der Schule und dem Militärdienst in den israelischen Streitkräften studierte er Wirtschaftswissenschaften an der Universität Tel Aviv und schloss sein Studium mit dem MBA an der Bowling Green State University in Ohio, USA ab. Bis 1991 war er in der freien Wirtschaft tätig. Von 1991 bis 1992 war Ayalon Israels Botschafter in Panama und wurde von dort aus zum Botschafter Israels bei den Vereinten Nationen in New York City berufen. In Anschluss daran diente er als Israelischer Botschafter in den USA.
Nach seinem Rückzug aus dem diplomatischen Dienst arbeitete er von 2006 bis zum Dezember 2008 für die Organisation Nefesh B’Nefesh, die die Einwanderung von Juden nach Israel unterstützt. Im August 2008 wurde er Mitglied der Partei Jisra’el Beitenu, kandidierte erfolgreich für die Knesset und wurde nach der Regierungsbildung Vize-Außenminister. Bei den nächsten Wahlen im Januar 2013 wurde er nicht wieder aufgestellt.

## Zitate
Ayalon bezeichnet den sogenannten „Arabischen Frühling“ (he: אביב ערבי) als den „Islamischen Winter“ (he: חורף אסלאמי רדיקאלי):

„Israel hat das Recht sich zu verteidigen. Wir müssen unser Volk schützen und verteidigen. Wir haben jedoch leider festgestellt, dass sich die Region zunehmend radikalisiert. Der sogenannte ‚Arabische Frühling‘ entwickelt sich leider zu einem ‚Islamistischen Winter‘ und die Ayatollahs in Teheran tragen maßgeblich dazu bei.“

‘This is not a spring but more of an Arab winter. Anyone who thought the Arab Spring was going to repair problems in the Arab countries was wrong… Observers might entertain the fantasy that the Islamic parties in the Arab countries are moderate, but their leaders are not moderate and the expectation that fundamental flaws that characterize the Arab societies will be corrected under the rule of the Islamic parties is not going to be fulfilled.’ Minister Yaalon also use the term ‘Arab winter’ and criticized the parties who expressed enthusiasm over the events and claimed that ‘this is in fact the collapse of a Western conception. The conception was based on ignorance, naiveté and a tendency towards wishful thinking’ […] This conception was also based on Western patronizing.

„‚Dies ist nicht ein Frühling, sondern eher ein arabischer Winter. Jeder, der dachte, dass der arabische Frühling anging um Probleme in den arab. Ländern zu lösen, der lag falsch […] Beobachter möchten vorgaukeln, dass die islamischen Partein in den arabischen Ländern gemäßigt seien, aber deren Anführer sind nicht gemäßigt und die Erwartung, dass die fundamentale Seite, die so charakteristisch ist für die arab. Gesellschaft, würde durch die Islamist. Parteien  korrigiert werden, sollte nicht erfüllt werden.‘ Minister Ayalon benutzte auch die Bezeichnung ‚Arabischer Winter‘ und kritisierte die Parteien, die über die Ereignisse begeistert waren […] Diese Erwartungen basierten jedoch auf Ignoranz, Naivität und Wunschdenken.“

Auf einer Veranstaltung am 9. Februar 2013, in der israelischen Stadt Cholon erklärte er:

“Israel will give the Palestinians sovereignty and independence and in return, they will recognize Israel as the national homeland of the Jewish people and will guarantee security arrangements”

„Israel wird den Palästinensern Souveränität und Unabhängigkeit geben und dafür werden sie Israel als Heimat der Juden anerkennen und Sicherheitsgarantien geben.“